# Pieza sinclairi
Pieza sinclairi (лат.) — вид короткоусых двукрылых насекомых рода Pieza из семейства Mythicomyiidae.

## Распространение
Неотропика: Галапагосские острова, Доминиканская Республика, Кюрасао.

## Описание
Мелкие мухи с длиной около 1 мм (0,84 — 1,5). Основная окраска от чёрной до коричневой с жёлтыми и белыми отметинами. Лицо и лоб желтовато-коричневые.
Первая субмаргинальная ячейка крыла закрытая и треугольная, усиковый стилус, размещён субапикально на втором флагелломере. Мезонотум сплющен дорзально. Глаза дихоптические. Вид был впервые описан в 2002 году американским диптерологом Нилом Эвенхусом (Center for Research in Entomology, Bishop Museum, Гонолулу, Гавайи, США). Видовое название дано в честь энтомолога Брэда Синклера (Brad Sinclair), за его вклад в изучение Галапагосской фауны.